# Ponte de Volgogrado
A Ponte de Volgogrado (em russo: Волгоградский мост) é uma ponte com viga de concreto sobre o rio Volga na cidade de Volgogrado, na Rússia. A ponte e as passagens adjacentes têm 2.514 metros de comprimento. A ponte, que foi inaugurada em 10 de outubro de 2009 após 13 anos de construção, é uma parte chave de uma rota planejada de 30 km quilômetros, que também inclui uma futura ponte sobre o rio Akhtuba.

## Estado atual
Atualmente, uma única extensão (uma segunda está ainda em construção) conecta Mamayev Kurgan no banco direito (ocidental) do Volga com a estrada a Krasnoslobodsk, na junção do Volga e o Akhtuba. Foi a primeira ponte construída sobre o Volga no Oblast de Volgograd. Anteriormente, a única rota rodoviária sobre o rio na região era uma passagem sobre a barragem da Estação Hidroelétrica do Volga.

## Ocilação durante o vento
Em 20 de maio de 2010, as autoridades fecharam a ponte a todo o tráfego rodoviário devido às fortes oscilações causadas por condições ventosas. A ponte permaneceu fechada enquanto era inspecionada por causa do dano até a manhã de 25 de maio. A ponte foi reaberta então para o acesso do público. Para suprimir as oscilações da ponte, amortecedores de massa sintonizadas semi-ativos foram desenvolvidos e implementados pela empresa alemã Maurer Söhne em colaboração com os Laboratórios Federais Suíços Empa e mutuamente com a Universidade das Forças Armadas Federais Alemãs. O conceito de amortecedores de massa sintonizadas semi-ativos foi proposto e validado laboratorialmente pelos Laboratórios Federais Suíços Empa pelo Dr. Felix Weber (Empa) e Dr. Marcin Maślanka (Universidade de Ciência e de Tecnologia AGH) No outono de 2011, 12 amortecedores de massa semitransparente foram instalados na ponte. Cada um consiste em uma massa de 5.200 kg (11.500 lb), um conjunto de molas de compressão e um amortecedor reológico.